# Šimon Lopušan
Šimon Lopušan (* 8. Mai 2002 in Žilina) ist ein slowakischer Eishockeyspieler, der seit 2024 beim HK Spartak Dubnica in der Slovenská hokejová liga, der zweithöchsten Liga im slowakischen Eishockey, spielt. Lopušan ist der ältere Bruder der slowakischen Eishockeyspielerin Nela Lopušanová.

## Karriere
Seine Eishockeykarriere begann Šimon Lopušan in seiner Heimatstadt beim MsHKM Žilina, wo er die Jugendmannschaften bis zur U20 durchlief. Seit der Saison 2020/21 gehörte er der Mannschaft von Vlci Žilina an, die in der Slovenská hokejová liga spielt. Nachdem er in der Saison 2020/21 nur in vier Spielen eingesetzt worden war, war er in der darauffolgenden Saison in 41 Spielen aktiv und konnte mit seiner Mannschaft die Hauptrunde souverän auf dem ersten Platz beenden. In den Playoffs, wo Lopušan nicht zum Einsatz kam, sicherte sich sein Verein den Meistertitel, wodurch man sich für die Relegation um den Aufstieg in die slowakische Extraliga qualifizierte. Dort trafen die Wölfe mit Lopušan auf den MHk 32 Liptovský Mikuláš und unterlagen im Best-of-Seven mit 1:4, wodurch diese den Aufstieg verpassten.
2024 gewann Lopušan abermals die Meisterschaft der zweiten Spielklasse mit den Wölfen, die in die Extraliga aufstiegen, und wechselte anschließend zum HK Spartak Dubnica.